# Ростислав Мстиславич
Ростисла́в Мстисла́вич (бл. 1110 — 14 березня 1167/1168) — руський князь із династії Рюриковичів, князь смоленський (1127—1161), великий князь київський (8—15 грудня 1154, 12 квітня 1159 — 12 лютого 1161, 6 березня 1161 — 14 березня 1167). Четвертий син великого князя київського Мстислава Володимировича та шведської принцеси, Христини, онук Володимира Мономаха. Хрещене ім'я — Михайло. У західній традиції — Ростисла́в I. Родоночальник Смоленської гілки Рюриковичів.

## Біографія

### Молоді роки
Ще до 1127 року почав княжити у Смоленську, як намісник свого батька, Мстислава.
1130 року ходив разом з братами на чудь та обклав її даниною.
У 1144 і 1146 роках разом з Великим князем Київським Всеволодом Ольговичем вів успішну війну проти галицького князя Володимирка Володаровича.
У 1146 році Ростислав за дорученням брата, Ізяслава Мстиславича, забрав у Всеволода Ольговича Володимир, який Мономаховичі вважали своїм спадковим володінням.

### Боротьба за владу в Києві
У 1149—1150 роках підтримував брата Ізяслава у його боротьбі з Юрієм Довгоруким за київський престол: 1151 року допоміг Ізяславу відбити Київ у Юрія, а у 1152 Ізяслав разом з Ростиславом відбили напад Юрія на Чернігів.
Після смерті Ізяслава Мстиславича (14 жовтня 1154) дядько Мстиславичів, В'ячеслав Володимирович запросив Ростислава Мстиславича княжити разом у Києві. Ростислав прибув до Києва де уклав «ряд» із міською верхівкою. Згодом захищав Київ від чернігівського князя Ізяслава Давидовича. Під час походу на Чернігів зимою 1154/55 року Ростислав дізнався про раптову смерть В'ячеслава Володимировича, після чого Ізяслав Давидович за допомогою половців розбив Ростислава та сів у Києві, а Ростислав подався до Смоленська. Проте вже 20 березня 1155 року Юрій Долгорукий в союзі з Ростиславом вибив з Києва Ізяслава Давидовича та зайняв місто.
Незабаром Ростислав посварився з Юрієм й уклав проти нього союз із небожем Мстиславом Ізяславичем та недавнім ворогом Ізяславом Давидовичем. Напередодні їхнього походу на Київ Юрій Долгорукий несподівано помер (15 травня 1157), після чого великим князем київським став Ізяслав Давидович.
Ростислав організував союз проти Ізяслава до якого увійшов галицький князь, Ярослав Осмомисл, та небожі Ростислава, сини Ізяслава Мстиславича — Мстислав та Ярослав, котрі князювали на Волині. Наприкінці 1158 союзники вигнали Ізяслава Давидовича з Києва, і 12 квітня 1159 Ростислав Мстиславич сів на київський стіл. 12 лютого 1161 Ізяслав Давидович на короткий час захопив Київ, але при наближенні війська Мстислава Ізяславича 6 березня 1161 залишив столицю, після чого більшість князів визнали Ростислава «старійшим» на Русі.

### Велике князювання
Вів оборонні війни проти половців, в боротьбі з якими використовував чорних клобуків, торків та інші тюркські племена.
1167 року, при повернені з походу на Новгород, занедужав у дорозі. У Смоленську, де княжив його син Роман, його умовляли залишитись, але Ростислав побажав повернутись до Києва.
Помер 14 березня 1167 (чи 1168) року. Похований у церкві Київського Федорівського монастиря 21 березня.
У період князювання Ростислава Мстиславича відбувся остаточний розпад Київської держави на ряд окремих князівств, також утворено окреме єпископство у Смоленську (між 1133 і 1150).

## Двори в Києві пов'язані з Ростиславом
У 1146 році кияни цілували хрест (присягали на вірність) Ігорю Ольговичу в Угорському. Це опосередковано говорить про існування там княжого двору, який прямо згаданий вже під 1151 роком. В цей рік Ізяслав Мстиславич запросив В'ячеслава Володимировича бути своїм співправителем у Києві — при цьому Вячеслав сів у Великому дворі, а Ізяслав на дворі під Угорським. У 1154 році Ростислав Мстиславич, новий співправитель Вячеслава, після смерті цього останнього в'їздить на Ярославів двір — вочевидь до цього він мешкав у дворі під Угорським. Під 1151 роком літопис також згадує якісь Угорські ворота — можливо вони були частиною фортифікацій Угорського. М. І. Петров висунув версію, що двір під Угорським знаходився десь на території, що її пізніше заняв Пустинно-Микільський монастир, але М. К. Каргер вважав це безпідставним.
Якийсь княжий двір можливо знаходився на острові навпроти Видубицького монастиря. Цей острів ототожнюється з сучасною Нижнюю Теличкою, яка станом ще на середину XIX століття відділялась від правого берега рукавом Дніпра. За іншою версією, двір знаходився на острові Муромець, на якому у 1982 та 1990 роках було відкрито і досліджено давнє городище(те саме, яке також ототожнюється з «Раєм» Юрія Долгорукого). У 1149 році Ізяслав Мстиславич, ставши попередньо на цьому острові, зустрівся там з Ростиславом. Можливо там же у 1240 році зупинився Михайло Всеволодович, що приїхав в Київ після його розорення монголами та «живяше под Киевом во Острове».

## Сім'я та діти
Дружина невідома. Мав від неї 8 дітей:
- Роман Ростиславич (? — 14 червня 1180) — князь смоленський (1154, 1159—1161, 1161—1171, 1173—1174, 1177—1180 рр.) і київський (1.07.1171 — середина 02.1173, кінець 1174 — бл. 19.07.1176). Одружився 9 січня 1149 р. з дочкою Святослава Ольговича.
- Олена Ростиславна (? — до 1207(?)) — за однією із версій, дружина польського короля Казимира ІІ Справедливого, Олена, була дочкою Ростислава Мстиславича.
- Святослав Ростиславич (?—1170) — князь новгородський (1157—1160, 1161—1168). У 1161 р. одружився з незнаною княжною.
- Рюрик Ростиславич (? — бл. 1211) — князь вишгородський (1161—1168), овруцький (1168—1194 та 1202—1208, з перервами), новгородський (1170—1171), чернігівський (?) (1210—1212), вісім раз був великим князем київським між 1173 та 1210 роками.
- Агафія Ростиславна — 1165 р. була видана за сіверського князя Олега Святославича.
- Давид Ростиславич (1140 — 23 квітня 1197) — князь новгородський (1154—1155), торжоцький (1158—1160), вітебський (1164—1167), вишгородський (1168—1180, 1195—1197), смоленський (1180—1197)
- Аграфена Ростиславна (?—1237) — дружина рязанського князя Ігора Глібовича. Загинула під час монголо-татарського вторгнення.
- Мстислав Ростиславич Хоробрий (? — 13 червня 1180) — князь білгородський (1160—1163, 1171—1173), торопецький (1164—1180), трипільський (1169—1173), новгородський (1178—1180)

### Родовід
|  |                                                  |  |  |  |  |  |  |  |  |  |  |  |  |  |  |  |
|  | 8. Всеволод Ярославич, великий князь київський   |  |  |  |  |  |  |  |  |  |  |  |  |  |  |  |
|  |                                                  |  |  |  |  |  |  |  |  |  |  |  |  |  |  |  |
|  |                                                  |  |  |  |  |  |  |  |  |  |  |  |  |  |  |  |
|  | 4. Володимир Мономах, великий князь київський    |  |  |  |  |  |  |  |  |  |  |  |  |  |  |  |
|  |                                                  |  |  |  |  |  |  |  |  |  |  |  |  |  |  |  |
|  |                                                  |  |  |  |  |  |  |  |  |  |  |  |  |  |  |  |
|  | 9. Марія-Анастасія Мономах                       |  |  |  |  |  |  |  |  |  |  |  |  |  |  |  |
|  |                                                  |  |  |  |  |  |  |  |  |  |  |  |  |  |  |  |
|  |                                                  |  |  |  |  |  |  |  |  |  |  |  |  |  |  |  |
|  | 2. Мстислав Великий, великий князь київський     |  |  |  |  |  |  |  |  |  |  |  |  |  |  |  |
|  |                                                  |  |  |  |  |  |  |  |  |  |  |  |  |  |  |  |
|  |                                                  |  |  |  |  |  |  |  |  |  |  |  |  |  |  |  |
|  | 10. Гарольд II Ґодвінсон, король Англії          |  |  |  |  |  |  |  |  |  |  |  |  |  |  |  |
|  |                                                  |  |  |  |  |  |  |  |  |  |  |  |  |  |  |  |
|  |                                                  |  |  |  |  |  |  |  |  |  |  |  |  |  |  |  |
|  | 5. Гіта Вессекська, принцеса англійська          |  |  |  |  |  |  |  |  |  |  |  |  |  |  |  |
|  |                                                  |  |  |  |  |  |  |  |  |  |  |  |  |  |  |  |
|  |                                                  |  |  |  |  |  |  |  |  |  |  |  |  |  |  |  |
|  | 11. Едит Лебедина Шия                            |  |  |  |  |  |  |  |  |  |  |  |  |  |  |  |
|  |                                                  |  |  |  |  |  |  |  |  |  |  |  |  |  |  |  |
|  |                                                  |  |  |  |  |  |  |  |  |  |  |  |  |  |  |  |
|  | 1. Ростислав Мстиславич, великий князь київський |  |  |  |  |  |  |  |  |  |  |  |  |  |  |  |
|  |                                                  |  |  |  |  |  |  |  |  |  |  |  |  |  |  |  |
|  |                                                  |  |  |  |  |  |  |  |  |  |  |  |  |  |  |  |
|  | 12. Стенкіль, король Швеції                      |  |  |  |  |  |  |  |  |  |  |  |  |  |  |  |
|  |                                                  |  |  |  |  |  |  |  |  |  |  |  |  |  |  |  |
|  |                                                  |  |  |  |  |  |  |  |  |  |  |  |  |  |  |  |
|  | 6. Інге I Старший, король Швеції                 |  |  |  |  |  |  |  |  |  |  |  |  |  |  |  |
|  |                                                  |  |  |  |  |  |  |  |  |  |  |  |  |  |  |  |
|  |                                                  |  |  |  |  |  |  |  |  |  |  |  |  |  |  |  |
|  | 13. Інґамодер                                    |  |  |  |  |  |  |  |  |  |  |  |  |  |  |  |
|  |                                                  |  |  |  |  |  |  |  |  |  |  |  |  |  |  |  |
|  |                                                  |  |  |  |  |  |  |  |  |  |  |  |  |  |  |  |
|  | 3. Христина Інгесдоттер, принцеса шведська       |  |  |  |  |  |  |  |  |  |  |  |  |  |  |  |
|  |                                                  |  |  |  |  |  |  |  |  |  |  |  |  |  |  |  |
|  |                                                  |  |  |  |  |  |  |  |  |  |  |  |  |  |  |  |
|  | 7. Гелена                                        |  |  |  |  |  |  |  |  |  |  |  |  |  |  |  |
|  |                                                  |  |  |  |  |  |  |  |  |  |  |  |  |  |  |  |
|  |                                                  |  |  |  |  |  |  |  |  |  |  |  |  |  |  |  |

## Вшанування пам'яті
Вулиця Ростиславська у місті Київ.